# Koos Hertogs
Jacobus Dirk (Koos) Hertogs (Den Haag, 16 december 1949 – 's-Hertogenbosch, 19 juli 2015) was een Nederlandse seriemoordenaar die in 1980 werd gearresteerd en in 1982 tot levenslang werd veroordeeld voor het ontvoeren, misbruiken en vermoorden van drie meisjes. Hij overleed in 2015 op 65-jarige leeftijd.

## Levensloop
Koos Hertogs werd geboren op 16 december 1949 in een katholiek gezin met zeventien kinderen, van wie er zestien volwassen werden. Als jongen was hij zo onhandelbaar, dat hem op 16-jarige leeftijd de PIJ-maatregel werd opgelegd. Voordat hij werd opgepakt voor de moorden had hij al in de gevangenis gezeten voor rijden zonder rijbewijs, inbraak, gewapende overval en drugshandel. In totaal werd Hertogs zesentwintig maal veroordeeld en voordat hij op dertigjarige leeftijd tot levenslang werd veroordeeld, had hij ongeveer vijftien jaar doorgebracht in tehuizen en (jeugd)gevangenissen. Op 3 oktober 1980 werd hij gearresteerd op verdenking van moord en is uiteindelijk in november 1982 tot levenslang veroordeeld.
Hertogs verbleef de laatste jaren van zijn leven in de Penitentiaire Inrichting Vught op een longstay-afdeling. Hij overleed op 19 juli 2015 op 65-jarige leeftijd in een ziekenhuis in 's-Hertogenbosch.

## De moorden
Hertogs werd veroordeeld voor drie moorden:
- Tialda Visser (12) werd op 11 mei 1979 als vermist opgegeven, nadat ze na haar balletles in het Koninklijk Conservatorium niet naar huis was teruggekeerd. Haar lichaam werd gevonden op 15 mei, bij de Leeghwaterbrug in de Haagse Laakhaven. De exacte doodsoorzaak kon niet worden vastgesteld.[4]
- Emy den Boer (18) verdween op 3 april 1980. Ze verliet 's morgens haar ouderlijk huis in Schiedam op weg naar Den Haag, waar ze een opleiding volgde aan de Academie voor Lichamelijke Opvoeding. Hier kwam ze nooit aan, twee dagen later werd haar lichaam door een wandelaar in een bos bij Nistelrode gevonden. Ze was in de buik en het hoofd geschoten.[2]
- Edith Post (11) verliet op 29 september 1980 even haar klas op de Wethouder Huybregtseschool in Wassenaar om iets uit de handwerkkast te halen. Op 2 oktober vond een wandelaar haar lichaam in de Wassenaarse duinen. Ze was met een zwaar voorwerp vermoord, waarschijnlijk met de tak die naast haar werd aangetroffen.[2]

## Ontmaskering
Na de moord op Edith Post ontving de politie een anoniem telefoontje, waarbij werd gezegd dat Edith haar moordenaar had gebeten en de portier van nachtclub "De Nachtegaal" een bijtwond aan zijn pink had. Hertogs werd opgepakt en in zijn huis werden bloedsporen van Tialda en Emy gevonden. Op de zolder van het huis werd een zeer goed geïsoleerd kamertje aangetroffen, dat provisorisch was ingericht als martelkamer. De politie vermoedt dat Hertogs hier zijn slachtoffers misbruikte en uiteindelijk vermoordde. Veertig journalisten woonden het proces van Hertogs bij. Uit vrees voor bevrijding of liquidatie lagen er scherpschutters op het dak van de Haagse rechtbank. Hertogs werd veroordeeld tot levenslange gevangenisstraf.
Hoewel Hertogs boekjes met kinderporno in huis had, denken deskundigen dat hij geen pedofiel is. Hij zou om praktische redenen jonge meisjes hebben ontvoerd. Die waren namelijk makkelijker hanteerbaar dan volwassen vrouwen. Hertogs bleef tot 1989 ontkennen dat hij de moorden had gepleegd. Na overleg met zijn advocaat Wim Anker legde Hertogs uiteindelijk een deelbekentenis af, zodat hij kon worden opgenomen in een tbs-kliniek. Tot 2006 zat hij in de Van Mesdagkliniek in Groningen, waarna hij werd teruggeplaatst naar een gevangenis. Later legde Hertogs op verborgen camera een volledige bekentenis af die in het programma van Peter R. de Vries werd uitgezonden.

## Zuidwal
Schrijver Sytze van der Zee schreef het boek Zuidwal, waarin gedetailleerd verslag wordt gedaan van het recherchewerk rondom Hertogs en de uiteindelijke oplossing van de moorden op de drie meisjes. Het rechercheteam bleek in Hertogs een zeer lastige verdachte te hebben; hij bleef ontkennen iets met de moorden te maken te hebben. Zijn leven en de moorden op de drie meisjes worden in het boek uitvoerig beschreven. Ook wordt gesproken over connecties tussen Hertogs en rechter Cornelis Stolk. Gespeculeerd wordt over bescherming van Hertogs van bovenaf en er wordt in dat verband een vergelijking gemaakt tussen de zaken Koos Hertogs en Marc Dutroux.

## Peter R. de Vries
In 2009 startte misdaadverslaggever Peter R. de Vries een onderzoek naar Hertogs, waarbij gebruikgemaakt werd van een infiltrant. Hertogs' jeugdvriend Nico van Empel hernieuwde onder regie van De Vries het contact. Hertogs probeerde openbaarmaking van de hieruit ontstane briefwisseling en opgenomen gesprekken tegen te houden via de rechter. De eerste tv-uitzending op 4 april 2010 mocht doorgaan van de voorzieningenrechter, omdat in deze aflevering geen beelden gebruikt zouden worden die zonder toestemming waren gemaakt. Deze uitzending gaf direct al aanleiding tot vragen aan de minister van Justitie. Op 9 april 2010 deed de rechter uitspraak over de beelden die met een verborgen camera gemaakt waren. Het vonnis luidde dat de betreffende beelden van de geplande uitzending van zondag 11 april 2010 niet mochten worden uitgezonden op straffe van een dwangsom van € 15.000. Deze dwangsom was lager dan de door de tegenpartij geëiste miljoen euro. De Vries, SBS Broadcasting BV en Endemol Nederland B.V. hebben geen gevolg gegeven aan deze rechterlijke uitspraak en de beelden toch uitgezonden. De Vries ging in hoger beroep om de beelden alsnog te kunnen uitzenden maar verloor dit op 8 maart 2011. Naar aanleiding van het drieluik over Hertogs werden er Kamervragen gesteld door Teeven (VVD) en De Roon (PVV).

### Bekentenissen en onthullingen
In de reportage van Peter R. de Vries over Hertogs kwamen voor de verborgen camera de volgende zaken aan de orde die merendeels ook in het boek Zuidwal stonden vermeld:
- Hij gaf toe Tialda Visser, Emy den Boer en Edith Post te hebben ontvoerd en vermoord.
- Bij de moord op Edith Post zou sprake zijn van een medeplichtige. De naam van deze persoon was onherkenbaar gemaakt.
- Drie moordplannen waren in gang gezet, maar niet ten uitvoer gebracht:
  - Een Haagse bekende die ruzie met Hertogs had gezocht ontsnapte door een biljartzaal in te vluchten op het moment dat Hertogs hem achtervolgde.
  - Het moordplan op een voormalig directeur van een jeugdinrichting werd gedwarsboomd, omdat Hertogs werd aangesproken, terwijl hij het terrein verkende. Bovendien bleek de man op wie Hertogs het had voorzien al overleden.
  - Een medegevangene werd in de val gelokt, maar een bewaker kreeg argwaan door Hertogs' gedrag.

In de derde en laatste uitzending van het drieluik rond Hertogs kwam naar voren, zoals al eerder in het boek Zuidwal was onthuld, dat hij destijds als gedetineerde een bijzondere band had met de toenmalige vicepresident van de Haagse rechtbank Cornelis Stolk. Zo betaalde Stolk de rijopleiding van Hertogs (omdat hij steeds werd opgepakt voor rijden zonder rijbewijs), zorgde hij voor een 'betere' advocaat voor Hertogs en zorgde hij zelfs een keer voor vrijspraak. Ook maakte hij het mogelijk dat Hertogs op consult kon bij een 'bevriende' vrouwelijke psychiater, een voormalig echtgenote van Stolk. Ten slotte kwam in de derde uitzending aan het licht dat Hertogs rechter Stolk seksuele diensten (orale seks) en zelfs kinderporno aanbood.